# Sad!
«Sad!» (estilizada como «SAD!»; en español: «¡Tristeǃ») es una canción del rapero estadounidense XXXTentacion perteneciente a su segundo álbum de estudio, ? (2018). Fue lanzada como primer sencillo del álbum el 2 de marzo de 2018. Fue producida por John Cunningham y escrita por X. La canción alcanzó la posición número 1 en el Billboard Hot 100 después de su muerte el 18 de junio.
El video musical de la canción fue lanzado póstumamente el 28 de junio, a través de su canal de YouTube.

## Posicionamiento
En los Estados Unidos, "SAD!" debutó en el número 17 en el Billboard Hot 100 en la semana que comenzó el 12 de marzo de 2018, convirtiéndose en la canción más debutante y más alta de XXXTentacion en el país, ganando 66 millones de reproducciones en 12 días. La canción más tarde subió al número siete, haciendo "SAD!" la primera canción de X el top 10 en los Estados Unidos.
Estuvo en el número 33 a mediados de la semana en el Reino Unido, se convirtió en la canción más alta de X en el país junto a "Jocelyn Flores", que alcanzó su punto máximo con 39 y su segunda entre los 40 primeros. La canción debutó en el número 26, convirtiéndose en el primer top treinta de XXXTentacion en el país. "SAD!" llegó al top 10 en Suecia, Australia, y Nueva Zelanda. También alcanzó el top 20 en Irlanda y el top 40 en Noruega.

## Video musical
Actualmente  el vídeo musical tiene más de 150 millones de vistas y el audio tiene más de 1 billón de reproducciones.

## Personal
Créditos adaptados de Tidal.
- Jahseh Onfroy - Composición
- John Cunningham - Composición,  producción
- Koen Heldens - Mezcla
- Kevin Peterson - Masterización
- Dave Kutch - Masterización